# Erebus philippiensis
Erebus philippiensis är en fjärilsart som beskrevs av Swinhoe 1918. Erebus philippiensis ingår i släktet Erebus och familjen nattflyn. Inga underarter finns listade i Catalogue of Life.